# Богданово (Локнянский район)
Богда́ново — деревня в Локнянском районе Псковской области России. 
Входит в состав Михайловской волости.
Расположена в 37 км к юго-западу от райцентра Локня на северном берегу озера Богдановского (Горбовского) озера.

## Население
| 2000 | 2001 | 2002 | 2010 |
| ---- | ---- | ---- | ---- |
| 210  | →210 | ↘160 | ↘88  |

Численность населения деревни по оценке на начало 2001 года составляла 210 жителей.

## История
С января 1995 до апреля 2015 года деревня входила в состав ныне упразднённой Миритиницкой волости.